# Bankeryds missionskyrka
Bankeryds missionskyrka är en församling i Bankeryd, Jönköpings kommun.
Församlingen är den största inom Svenska Alliansmissionen och har omkring 600 medlemmar. Kyrkan ligger på Ekeforsvägen 22.
Bankeryds missionskyrka har ett ungdomsarbete, bland annat scouting. Kyrkan bedriver konfirmation, och tonår tillsammans med Pingstkyrkan i Bankeryd. Regnbågens förskola ligger i anslutning till och drivs av kyrkan. 

## Historia
Det första missionshuset i Bankeryd uppfördes 1878. I slutet av 1800-talet bildades en Elimkyrka i Prinseryd. Senare uppfördes ett missionshus vid Bankeryds station. Dessa tre församlingar slogs ihop när missionskyrkan byggdes 1964. Kyrkan renoverades och byggdes ut 1995 och en ny ungdomslokal byggdes och invigdes 2017.

### Fotnoter
1. ↑  ”Vår församling”. Bankeryds missionskyrka. Arkiverad från originalet den 5 mars 2016. https://web.archive.org/web/20160305161708/http://www.mission.se/om-oss. Läst 24 februari 2015.
2. ↑  ”Bankerydsbygden och dess historia”. Bankeryds hembyggdsförening. 22 oktober 2017. http://www.hembygdbankeryd.se/wp-content/uploads/2018/01/Bankerydsbygden.pdf. Läst 12 augusti 2024.